# ベルリン地下鉄9号線
ベルリン地下鉄9号線（独: Linie U9）は、ベルリン地下鉄の路線である。

## 概要
12.5kmの路線を有し、駅数は18駅である。旧西ベルリンを南北方向に結ぶ路線である。
運賃はヴェストハーフェン駅 - ブンデスプラッツ駅間がZone A、その他の区間がZone Bである。平日は4 - 5分間隔、土曜・休日は5 - 10分間隔での運行が基本である。

## 駅一覧
- ラートハウス・シュテーグリッツ駅（ドイツ語版）
- シュロスシュトラーセ駅（ドイツ語版）
- ヴァルター・シュライバー・プラッツ駅（ドイツ語版）
- フリードリヒ＝ヴィルヘルム＝プラッツ駅（ドイツ語版）
- ブンデスプラッツ駅（ドイツ語版）
- ベルリーナー・シュトラーセ駅（ドイツ語版）
- ギュンツェルシュトラーセ駅（ドイツ語版）
- シュピヒェルンシュトラーセ駅（ドイツ語版）
- クーアフュルステンダム駅（ドイツ語版）
- ツォーローギシャー・ガルテン駅
- ハンザプラッツ駅（ドイツ語版）
- トゥルムシュトラーセ駅（ドイツ語版）
- ビルケンシュトラーセ駅（ドイツ語版）
- ヴェストハーフェン駅（ドイツ語版）
- アムルマーシュトラーセ駅（ドイツ語版）
- レオポルトプラッツ駅（ドイツ語版）
- ナウエナー・プラッツ駅（ドイツ語版）
- オスロアー・シュトラーセ駅（ドイツ語版）